# Mahadevi Varma

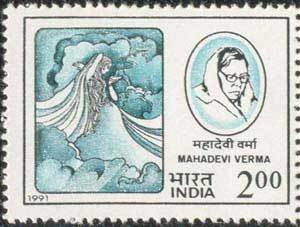
Mahadevi Varma

Mahadevi Varma (Hindi: महादेवी वर्मा, Mahādevī Varmā; * 26. Mai 1907 in Farrukhabad, Uttar Pradesh; † 11. September 1987 in Allahabad) war eine indische Dichterin und Schriftstellerin. Sie gehört zu den wichtigsten Vertretern der romantischen modernen Hindi-Literatur und erhielt 1982 den Jnanpith Award.

## Biografie
Mahadevi Varma wuchs in Jabalpur auf und zog mit ihrem Mann, mit dem sie bereits im Kindesalter verheiratet wurde, in den 1920er Jahren nach Allahabad. Das Ehepaar lebte meist getrennt und jeder ging seinen Interessen nach. Sie erlangte einen Masters-Abschluss in Sanskrit an der University of Allahabad. Ihr Mann starb 1966. Mahadevi Varma, die sich mit ihrer Weigerung, die Ehe zu leben, gegen hinduistische Traditionen aufgelehnt hatte, war vom Buddhismus beeindruckt.
Ihre literarische Arbeit begann in den 1930er Jahren mit romantischer Lyrik. Obgleich Mahadevi Varma aufgrund biografischer Parallelen häufig mit der Dichterin Mirabai verglichen wird, ist ihre literarische Thematik verschieden. Mahadevi Varmas Gedichte sind mystifizierender Romantizismus: Schmerz in der Trennung vom geliebten, höchsten Wesen; Warten auf den einzigartigen, ewigen Geliebten, der nie antwortet.

## Auszeichnungen
Mahadevi Varma erhielt mehrere indische Staatspreise: 1956 den Padma Bhushan, 1982 den Jnanpith Award und 1988 posthum den Padma Vibhushan.

## Werke (Auswahl)

### Gedichte
- Neehar (1930)
- Rashmi (1932)
- Neerajaa (1934)
- Saandhyageet (1936)
- Deepshikha (1942)
- Saptaparna(1960)
- Agnirekha (1990)

### Prosa
- Ateet Ke chalchitra (1941)
- Shrinkhla ki kadiya (1942)
- Smriti Ki Rekhayen  (1943)
- Path ke Saathi (1956)
- Kshanda (1956)
- Sahityakaar ki Asatha (1960)
- Sankalpita (1969)
- Mera Parivaar (1971)
- Sambhashan (1974)